# Barraca de pedra seca de Tasías
La Barraca de pedra seca de Tasías és una obra de Tarragona protegida com a Bé Cultural d'Interès Local.

## Descripció
Barraca de pedra seca conservada del tot, que presenta una porta amb llinda plana i una coberta de llinda. Es troba mig colgada per terres de les obres de l'A-7.